# Bílov (district de Plzeň-Nord)
Pour les articles homonymes, voir Bílov.
Bílov (en allemand : Bilau, précédemment : Bilow) est une commune du district de Plzeň-Nord, dans la région de Plzeň, en République tchèque. Sa population s'élevait à 81 habitants en 2022.

## Géographie
Bílov se trouve à 7 km au nord-ouest de Kralovice, à 32 km au nord de Plzeň et à 73 km à l'ouest de Prague.
La commune est limitée par Jesenice au nord, par Vysoká Libyně à l'est, par Sedlec au sud, et par Potvorov et Žihle à l'ouest.

## Histoire
La création du village remonte probablement aux dernières années du XIIe siècle, en relation avec l'abbaye de Plasy.

## Galerie

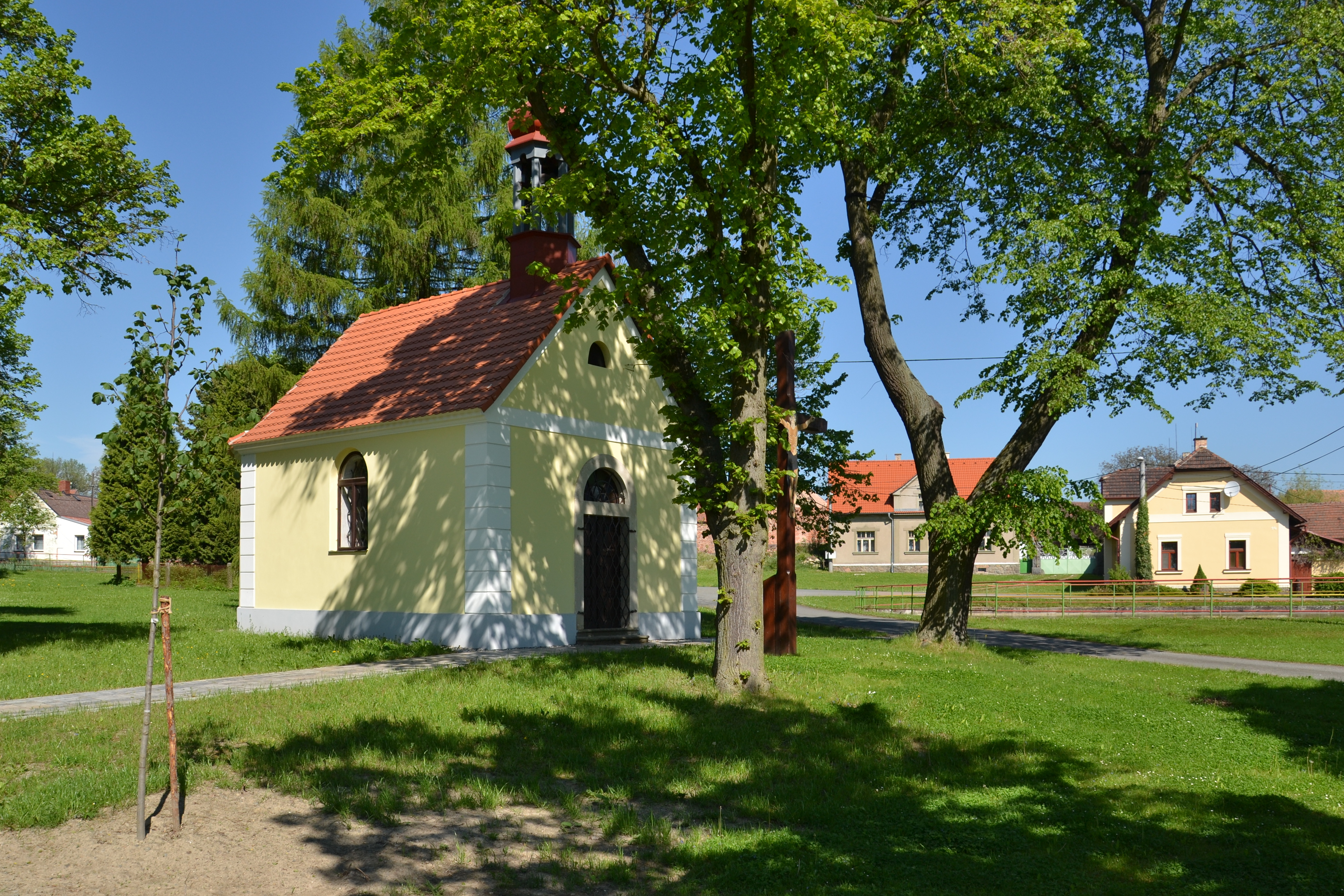
Chapelle à Bílov.
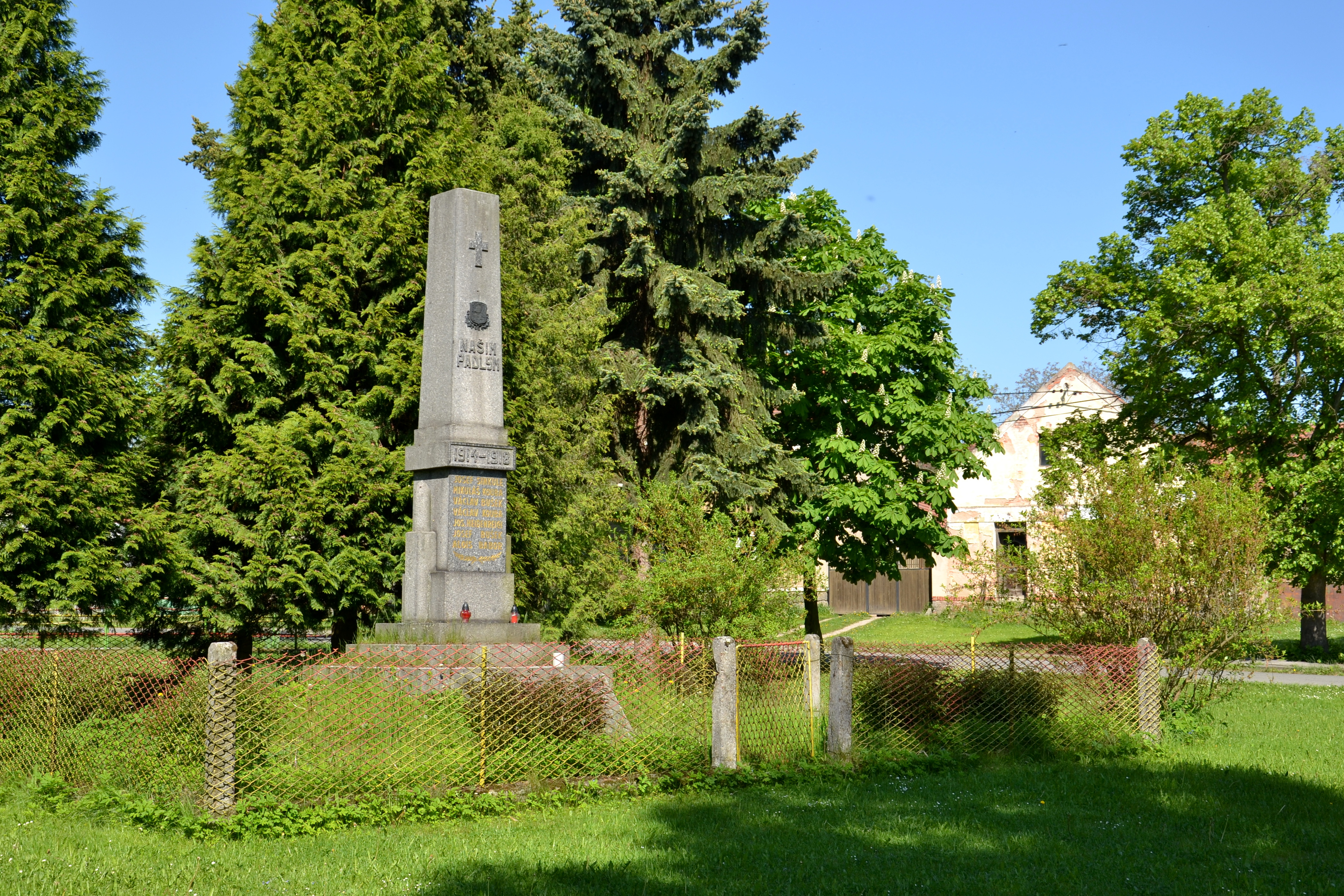
Monument aux morts.

## Transports
Par la route, Bílov se trouve à 7 km de Kralovice, à 34 km de Rakovník, à 39 km de Plzeň et à 93 km de Prague. 